# Oliver Jarvis
Oliver Jarvis (Burwell, 9 de janeiro de 1984), é um automobilista britânico. 
Iniciou a carreira no kart, passando por várias categorias: Fórmula Ford britânica, Fórmula Renault britânica - da qual foi campeão em 2005, Fórmula 3 britânica, a atual World Series by Renault, A1 Grand Prix, entre outras. Venceu o Grande Prêmio de Macau de 2007 com um Dallara F307-Toyota. 
Disputa a DTM desde 2008 pela Audi.